# Alexander von Linsingen
Alexander von Linsingen (10. února 1850 Hildesheim – 5. června 1935 Hannover) byl pruský generál německé císařské armády. Na počátku první světové války velel části německých jednotek na západní frontě při útoku proti Francii. Po porážkách v bitvě na Marně a u Yper byl převelen na východní frontu, kde čelil ruskému náporu během bojů v Haliči, bitvě v Karpatech a při Brusilovově ofenzívě. Po podpisu brestlitevského míru velel německým jednotkám okupujícím Ukrajinu.